# Mach (Pakistan)
Der Ort Mach (Urdu مچھ ‚Matsch‘) liegt im Distrikt Kachhi der pakistanischen Provinz Belutschistan an der Eisenbahnlinie von Peschawar nach Quetta in 1070 m Höhe.
Nach der Volkszählung 2017 hatte Mach 19.140 Einwohner. 97 % waren Muslime. Die Stadt ist ein Handelszentrum am Bolan-Pass mit der Straße N65 und der Bahnstrecke Sibi–Quetta, der Zentralasien und den Indischen Subkontinent verbindet. 
Am 3. Januar 2021 wurden 11 Arbeiter aus dem Kohlebergwerk von Mach von Aufständischen entführt und erschossen, weil sie der schiitischen Hazara-Minderheit angehörten. Der „Islamische Staat“ bekannte sich zu der Tat.